# نزع الهواء
نزع الهواء هو إزالة جزيئات الهواء (ويقصد بذلك عادة الأكسجين) من غاز آخر أو سائل آخر. تتم العملية عن طريق:
- استخدام نازع الهواء.
- عملية نزع الغازات.

تستعمل عملية نزع الهواء في صناعات النفط والغاز لإزالة الأوكسجين من مياه البحر، ومنع أو الحد من التآكل، ونمو البكتيريا. كما أنها تستخدم في صناعة الأحبار والطلاء لمنع تشكل رغوة أثناء الإنتاج والحصول على أعلى جودة طباعة أو طبقة طلاء دون العيوب المترتبة عى وجود فقاعات الهواء.